# 行運超人之歌
行運超人之歌（日语： Luckyman no uta），是日本演歌女歌手八代亞紀的單曲，於1994年5月發行。同名A面歌曲為電視動畫《行運超人》（とっても! ラッキーマン）的片頭曲，B面歌曲戀愛是鼻屎（日语： Koi wa booger）為該動畫的片尾曲。這是為數不多的，由演歌歌手演唱動畫歌曲的例子，且歌詞中更包含歌手自己的名字。

## 創作與製作

### 背景
日本電視動畫《行運超人》於1994年播出，原作是漫畫家蒲生洋的同名漫畫。其片頭曲及片尾曲邀得在日本演歌界地位甚高的資深女歌手八代亞紀演唱，即本單曲行運超人之歌所收錄的A面與B面歌。這是為數不多的，由演歌歌手演唱動畫歌曲的例子。據演員山崎賢人所說，八代亞紀曾透露，是次合作是因蒲生洋的母親是自己歌迷的緣故。

### 歌曲
兩首歌曲皆由佐瀨壽一作曲，矢野立美編曲。同名A面歌行運超人之歌由《行運超人》原作者蒲生洋親自填詞，是《行運超人》的片頭曲。B面歌戀愛是鼻屎的填詞者則為高田Hiroo，是《行運超人》的片尾曲。
在《行運超人》故事中，主角行運超人出場時喜歡講一種押韻句：「Lucky，Cookie」，然後接一個日語Ki音作尾音的詞語（ラッキー、クッキー、○○キー），蒲生洋亦在行運超人之歌的詞中加入多段這種模式的押韻句，其中更有一句是採用歌手名字「八代亞紀」（Yashiro Aki）的「Lucky，Cookie，八代亞紀」。當時八代亞紀參加綜藝節目時，也特意用「Lucky，Cookie，八代亞紀」來介紹自己。

## 發行
此單曲在1994年5月21日由日本古倫美亞發行，分別有8cm CD及錄音帶版本。
A面歌行運超人之歌之後被收錄在2014年發行的《J電視動畫TV主題歌大全集》（『JアニメTV主題歌大全集』）DVD合輯中，以及2021年紀念八代亞紀出道50週年的《八代亞紀Best Hit 50》（『八代亜紀ベストヒット 50』）專輯中，A面歌行運超人之歌被收錄於第3碟《八代Variety》（八代バラエティー）中。

## 逸話
八代亞紀於2023年12月30日病逝。2024年1月，熟悉日本文化及活躍於社交媒體的格魯吉亞駐日本大使列扎瓦（Teimuraz Lezhava）在社交平台X發文悼念，稱自己是《行運超人》的粉絲，並引用了歌詞「Lucky，Cookie，八代亞紀......」。

## 曲目列表
| A面  | A面                          | A面    |
| 曲序 | 曲目                         |        |
| ---- | ---------------------------- | ------ |
| 1.   | 行運超人之歌（）             | 蒲生洋 |
| 2.   | 行運超人之歌（卡拉OK純音樂） |        |

| B面  | B面                        | B面       |
| 曲序 | 曲目                       |           |
| ---- | -------------------------- | --------- |
| 1.   | 戀愛是鼻屎（）             | 高田Hiroo |
| 2.   | 戀愛是鼻屎（卡拉OK純音樂） |           |